# Aitza Terán
Aitza María Terán Roldán (Ciudad Obregón, 12 de junio de 1989) es actriz de teatro musical. Sus roles más destacados son Nala, en El rey León, Éponine, en Los Miserables, y Cathy, en Los últimos 5 años, rol por el cual ganó, en 2018, Mejor Actriz Principal de Musical en la premiación de la Asociación de Críticos y Periodistas de Teatro.

## Antecedentes
En el 2007 ingresó a la Universidad de Sonora, en la licenciatura de Música; formó parte de los talleres libres de teatro donde participó en montajes como Bang, bang... estás muerto y Durmientes. En 2011 ingresó a la Escuela Nacional de Arte Teatral del Instituto Nacional de Bellas Artes, en la Ciudad de México, donde tuvo la oportunidad de actuar bajo la dirección de Martin Acosta (Pentesilea, 2012), Jesús Díaz (El monje y la cortesana, 2013; La importancia de llamarse Ernesto, 2014), entre otros.
Inició su carrera en el teatro en montajes con la maestra Domi Flores como Jesucristo superestrella, con la compañía de Ruben Ramírez en CATS y Hércules, y en el El Mago de Oz, donde interpretó a Glenda. 

## Teatro

### Musical

#### El Rey León (2016-2017)
Su primer rol como actriz principal fue Nala

#### Los Miserables (2017-2018)
Cuando OCESA decidió montar nuevamente el legendario musical, basado en la obra de Victor Hugo, Aitza fue elegida para encarnar a Eponine.

#### Urinetown (2020)
Hope

#### Mentiras, el Musical (2020)
En noviembre de 2019, Aitza Terán se integró al elenco de Mentiras bajo el papel de Daniela, en la producción bajo el mando de Mejor Teatro. La temporada fue interrumpida debido a la pandemia, lo cual dejó a muchos con ganas de más de la talentosa actriz.
Con la llegada de una nueva versión del musical, bajo la producción de Alex Gou, Bobo Producciones y La Teatería, Aitza fue una de las elegidas para encarnar el papel de Yuri y Daniela. Su estreno bajo el papel de Daniela se dio el fin de semana del 28 al 30 de octubre.

#### Los últimos 5 años  (2017 / 2022)
Cathy. Dieron su última función el 8 de diciembre de 2022 en el Foro Lucena. 
La producción mexicana es la primera que ha recibido la aprobación para realizar una grabación en idioma español. Los cantantes en el disco son Diego Medel (Jaimie) y Aitza Terán (Cathy)

#### WaitressWaitress (musical)(2025)
A partir del 13 de febrero de 2025 interpretará a la protagonista del musical de Broadway “Waitress”, Jenna

## Música
Además de todas sus intervenciones en teatro musical, Aitza ha participado en algunos conciertos especiales (2019-2022) al lado de artistas del teatro musical en la escena mexicana como Alan Estrada, Florencia Cuenca, Jaime Lozano, Mauricio Martínez, Carmen Sarahí, Ana Cecilia Anzaldúa, Diego Medel, Gloria Aura, entre otros.

## Doblaje

### Películas de anime
- One Piece Film: Red.[18]- Uta (canciones)

### Series animadas
- Centauria - Aquababy (canciones)